# Коник (приток Днепра)
Коник (укр. Коник) — правый приток Днепра, протекающий по Голосеевскому району (Киевский горсовет, Украина); один из многочисленных рукавов Днепра, образованный вследствие русловых процессов: русловая многорукавность. На карте M-36-50 (1937 год) именуется как Конник.

## География
Длина — 8 км.
Русло сильно-извилистое с крутыми поворотами (меандрированное), шириной м и глубиной м. Долина реки сливается с долиной Днепра. На протяжении всей длины связывается постоянными и временными водотоками с множеством озёр (что расположены восточнее русла Коника).
Река берёт начало ответвляясь от основного русла Днепра восточнее исторической местности Корчеватое. Водный режим урегулирован дамбой (с автодорогой) у истоков реки. Река течёт на юг и юго-восток. Река Коник образовывает остров Жуков. Впадает в другой рукав Днепра Старик восточнее исторической местности Чапаевка. В среднем течении впадает река Вита.
С 1937 года и после наполнения Каневского водохранилища в 1974—1976 года русло реки не претерпело значительных изменений.
Пойма занята заболоченными участками с лугами и кустарниками, лесами. Кроме правого берега верхнего течения — промзона (Пирогов).